# 대구경북지방중소벤처기업청
대구·경북지방중소벤처기업청(大邱慶北地方中小벤처企業廳)은 대구광역시 및 경상북도 중소기업 정책의 기획·종합, 중소기업의 보호·육성, 창업·벤처기업의 지원, 대·중소기업 간 협력 및 소상공인에 대한 보호·지원에 관한 사무를 관장하는 대한민국 중소벤처기업부의 소속기관이다. 2017년 7월 26일 발족하였으며, 대구광역시 달서구 성서4차첨단로 122-11에 위치하고 있다. 청장은 고위공무원단 나등급에 속하는 일반직 또는 연구직공무원으로 보한다.

## 연혁
- 1996년 2월 9일: 중소기업청 소속으로 대구·경북지방중소기업청 설치.[2]
- 2017년 7월 26일: 중소벤처기업부 소속 대구·경북지방중소벤처기업청으로 개편.[3]

## 조직

### 청장
- 창업성장지원과[4]
- 공공판로지원과[4][5]
- 기업환경개선과[6]
- 제품성능기술과[6]

### 소속기관
사무소
| 명칭           | 위치                         | 관할구역                                                                     |
| -------------- | ---------------------------- | ---------------------------------------------------------------------------- |
| 경북북부사무소 | 경상북도 안동시 축제장길 240 | 안동시·영주시·상주시·문경시·의성군·청송군·영양군·영덕군·예천군·봉화군·울진군 |